# فرودگاه تک‌بانده تپو
فرودگاه تک‌بانده تپو (به انگلیسی: Tepoe Airstrip) یک فرودگاه همگانی با کد یاتا KCB است. این فرودگاه در کشور سورینام قرار دارد.

## جستارهای وابسته

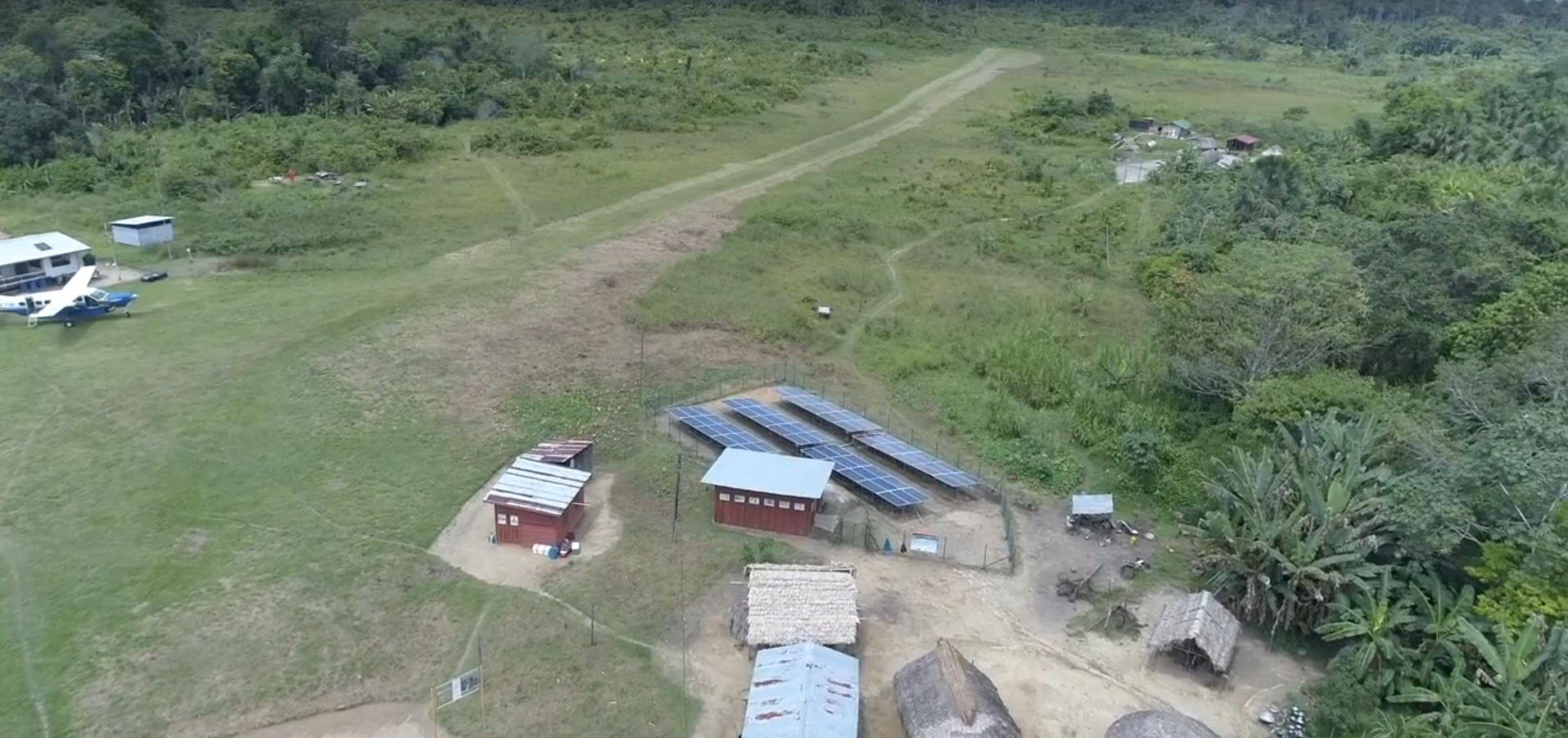
فرودگاه تک‌بانده تپو